# کوزاروو
کوزاروو (به چکی: Kozárov) یک منطقهٔ مسکونی در جمهوری چک است که در ناحیه بلانسکو واقع شده‌است. کوزاروو ۲٫۲۹ کیلومتر مربع مساحت و ۱۱۶ نفر جمعیت دارد و ۶۱۴ متر بالاتر از سطح دریا واقع شده‌است.